# Маурицијус на Светском првенству у атлетици у дворани 2016.
Маурицијус је учествовао на 16. Светском првенству у атлетици у дворани 2016. одржаном у Портланду од 17. до 20. марта. Репрезентацију Маурицијуса на њеном дванаестом учествовању на светским првенствима у дворани представљао је један атлетичар који се такмичио троскоку.,
На овом првенству Маурицијус није освојио ниједну медаљу али је остварен лични рекорд.

## Учесници
Мушкарци:
- Џонатан Дрејк — Троскок

## Резултати

### Мушкарци
| Атлетичар     | Дисциплина | Лични рекорд | Квалификације | Квалификације | Полуфинале | Полуфинале | Финале   | Финале  | Детаљи |
| Атлетичар     | Дисциплина | Лични рекорд | Резултат      | Место         | Резултат   | Место      | Резултат | Место   | Детаљи |
| ------------- | ---------- | ------------ | ------------- | ------------- | ---------- | ---------- | -------- | ------- | ------ |
| Џонатан Дрејк | Троскок    | 16,67 НР     |               |               |            |            | 16,04    | 13 / 16 |        |